# Déri Béla (színművész, 1889–1944)
Déri Béla, Tischler Béla Ignác (Budapest, 1889. július 26. – Budapest, 1944. december 25.) színész, színigazgató. 

## Pályafutása
Déri (Tischler) Béla és Herczeg (Fürst) Veronika Jozefin színészszülők gyermeke, keresztszülei Krecsányi Ignác és neje, Kiss Veron voltak. 
Az első világháború előtt kezdte a pályát, majd bevonult és négy és fél évig katonáskodott. Azután ismét folytatta a pályát és mint színházi titkár is működött. 1920-tól az Országos Színészegyesület rendes tagja volt.
1918-ban, mint „Ifj. Déri Tischler Béla” kért működési engedélyt. 1922-ben Lászlófi Vencel Bódognál játszott, majd Fehér Vilmosnál volt táncos-komikus és titkár. 1925-ben – akkor már feleségével együtt – Csáky Antal színtársulatának tagja volt. 1928-ban lett az Országos Kamaraszínház tagja, majd titkára, miközben saját társulatot is vitt. Később az intézmény művészeti vezetője volt, Alapi Nándor ideiglenes leköszönése után pedig 1934-ig igazgatója lett. A stagione-társulattal megfordult 1931-ben Sátoraljaújhelyen, 1933-ban Esztergomban és Rákosszentmihályon, 1934-ben Békéscsabán. 1935-től Miskey József Thalia Kamaraszínház társulatának, 1938-ban vitéz Bánky Róbert kamaratársulatnak is, 1939-től Szalay Károly társulatának, 1942-ben Szabó H. Márton délvidéki színtársulatának volt titkára.
Lelkes korcsolyázó volt.
Felesége Polgár Margit színésznő volt, aki 1899. május 30-án született Székesfehérváron.